# Georg Lehmann (Politiker, 1900)
Georg Lehmann (* 27. Juli 1900 in Altona a. d. Elbe; † 22. Juli 1958 in Bochum) war ein deutscher Politiker (SPD) und Mitglied des Niedersächsischen Landtages.
Georg Lehmann war von Beruf Oberingenieur. 
Vom 19. November 1948 bis zum 18. Februar 1950 war er Mitglied des Niedersächsischen Landtages (1. Wahlperiode). 